# نيكولاوس مولر (سياسي)
نيكولاوس مولر (بالألمانية: Klaus Müller)‏ هو سياسي ألماني، ولد في 1892 في آوغسبورغ في ألمانيا، وتوفي بنفس المكان في 1980. حزبياً، نشط في الاتحاد الاجتماعي المسيحي وحزب الشعب البافاري. وقد انتخب عمدة.

## روابط خارجية
- كلاوس مولر على موقع مونزينجر (الألمانية)